# Mendip

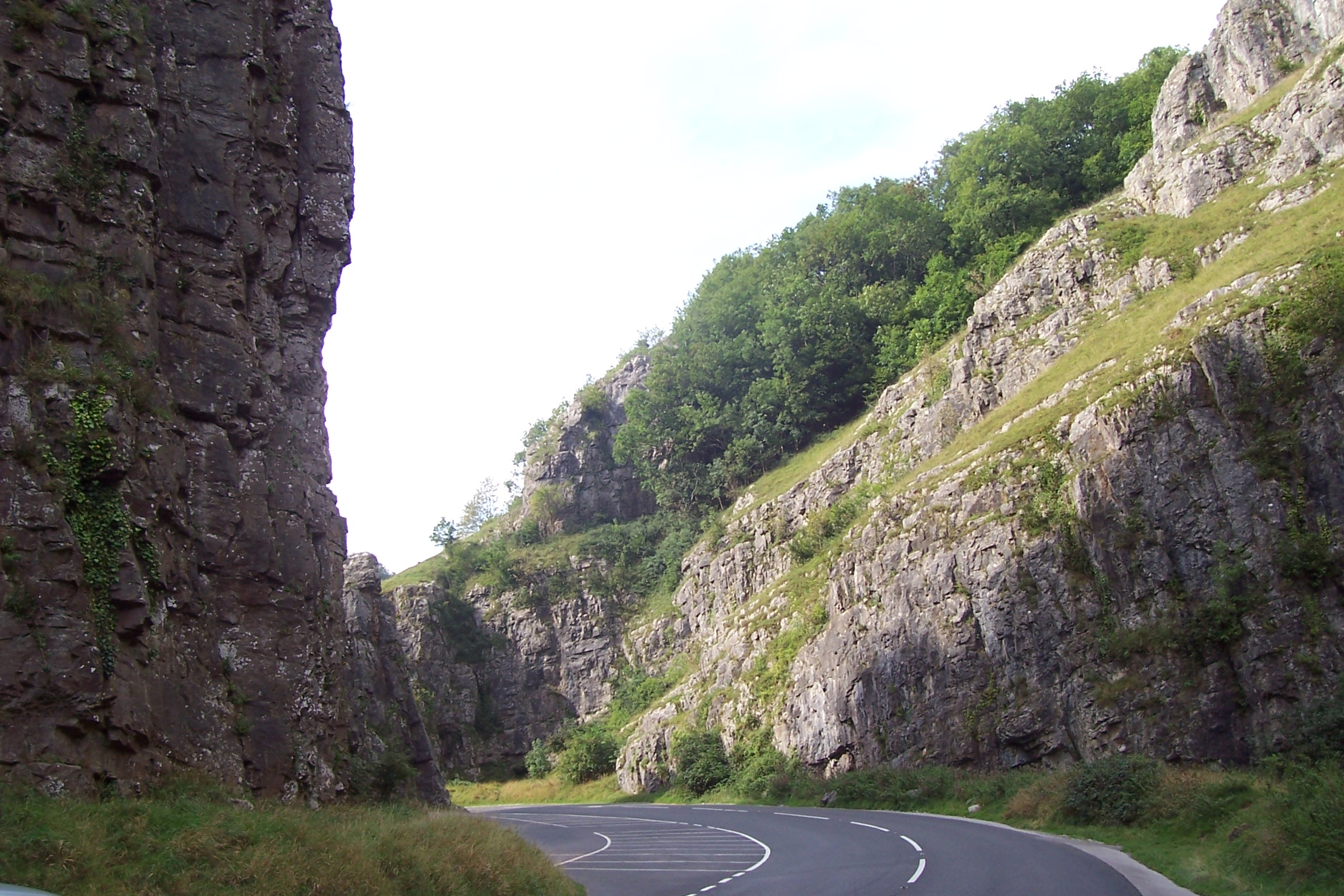
Wąwóz koło Cheddar

Mendip – masyw wzgórz w Wielkiej Brytanii w hrabstwie Somerset o długości ok. 30 km i szerokości ok. 9 km, położony między Weston-super-Mare a Frome. Najwyższym szczytem jest Beacon Batch (384 m n.p.m.). Na terenie Mendip Hills znajduje się park krajobrazowy (ustanowiony w 2000 roku). Rezerwat geologiczny. Popularny region wypoczynkowy o znaczeniu ponadlokalnym. Wzgórza zbudowane są głównie z wapienia, stąd w czasach historycznych wydobywano tu wapień, jak również żelazo, baryt i miedź.

## Flora
Zalesienie średnie, na wzgórzach przeważają wrzosowiska.

## Atrakcje turystyczne
- Wąwóz Cheddar w pobliżu miejscowości Cheddar
- Jaskinie w Cheddar i Wookey Hole

## Miasta w obrębie wzgórz
- Bath
- Wells
- Weston-super-Mare
- Frome
- Cheddar